# Diodon nicthemerus
Espèce
Diodon nicthemerus est une espèce de poissons tetraodontiformes.

## Reproduction
Le diodon a une reproduction sexuée et une fécondation externe car il y a la présence d'un mâle et une femelle et les gamètes sont expulsés dans l'eau (en fait, le diodon n'a jamais été étudié, mais des études ont été effectuées sur un cousin de celui-ci, le tétrodon).